# Bulgaria en el Festival de la Canción de Eurovisión
Bulgaria ha participado en el Festival de la Canción de Eurovisión once veces, tras su debut en el Festival de Eurovisión 2005. El mejor resultado obtenido por los búlgaros es el segundo puesto alcanzado en 2017 por Kristian Kostov y la canción «Beautiful Mess».
Bulgaria no ha conseguido clasificarse para la final en ocho de las once participaciones; en ocasiones, por muy estrecho margen, como en 2012, cuando Sofi Marinova perdió, en favor de Noruega, la décima plaza de la segunda semifinal al aplicarse las reglas de desempate del concurso. En cuatro ocasiones ha podido este país pasar a la final, en tres de ellas alcanzando el TOP-5: fueron quintos con Elitsa Todorova y Stoyan Yankoulov en 2007, cuartos con Poli Genova en 2016, y segundos con Kristian Kostov en 2017 (ganador en su respectiva semifinal).

## Historia
Sus primeras representaciones como la banda Kaffe en 2005 y Mariana Popova (2006) no lograron pasar la semifinal. En 2007, el país pasó la semifinal por primera vez y, además, alcanzó el quinto lugar en la final con la canción «Water» (originalmente «Вода»). Constituyó la primera participación en la gran final eurovisiva del país búlgaro. En 2008 tampoco logró pasar a la final. Ocupó el undécimo puesto por detrás de la República de Macedonia (actual Macedonia del Norte) y por delante de Suecia, que fue duodécima y fue salvada para la final por el grupo de jurados. Generalmente Bulgaria suele dar la mayor cantidad de puntos a sus países vecinos; sin embargo, en la edición del 2008 dio la máxima puntuación a Alemania, puede que debido a que una de las chicas que integraban el grupo que representó al país germano era búlgara.
En la semifinal del Festival de 2012, Bulgaria empató con Noruega con 45 puntos. No obstante, y según lo especificado en las normas de desempate del Festival, al haber obtenido Noruega puntos de 11 países, uno más que Bulgaria, la primera pasó a la final con el décimo puesto. Bulgaria, por tanto, no logró el pase y tuvo que conformarse con la undécima plaza. Para el siguiente festival, en 2013, nuevamente envió en dúo a Elitsa Todorova y Stoyan Yankoulov con «Samo Shampioni». El tema competiría en la segunda semifinal y no lograría alcanzar la final tras obtener 45 puntos y el duodécimo puesto.
Tras la ausencia en 2014 y 2015, Poli Genova devolvió al país a la final del Festival con la canción «If love was a crime», con la que conseguiría 307 puntos y el cuarto puesto.
Después del éxito cosechado el año anterior, en el Festival de la Canción de Eurovisión 2017, celebrado en Kiev, Bulgaria consiguió su tercera clasificación -segunda consecuiva- a la Gran Final con Kristian Kostov. Además, logró la mejor posición histórica para el país con un segundo puesto y 615 puntos.
Tras su retirada en 2019 por motivos económicos y debido a la disolución de la delegación, de cara al festival de 2020, la radiodifusora búlgara declaró el 8 de abril de 2019 que no tenían planes de regresar al concurso en un futuro próximo y el 8 de junio del mismo año, fue revelado que su radiodifusora acumulaba una deuda de 50 millones de Levs, declarándose en bancarrota. Sin embargo, estuvieron a la espera de elegir una directiva y una delegación nueva para el 5 de julio de 2019, abriendo la posibilidad de participar de nuevo en el concurso. Finalmente, aunque estaba previsto que la decisión de regresar al festival se tomara a finales de septiembre de 2019, no fue hasta el 30 de octubre cuando se confirmó su participación en la 65.ª edición.

## Participaciones
Leyenda
     Ganador
     Segundo puesto
     Tercer puesto
     Cuarto o quinto puesto (Top 5)
     Último puesto
| Año                            | Sede       | Artista                            | Canción                          | Final              | Punt.              | Semif.             | Punt.              |
| ------------------------------ | ---------- | ---------------------------------- | -------------------------------- | ------------------ | ------------------ | ------------------ | ------------------ |
| 2005                           | Kiev       | Kaffe                              | «Lorraine»                       | No se clasificó    | No se clasificó    | 19                 | 49                 |
| 2006                           | Atenas     | Mariana Popova                     | «Let me cry»                     | No se clasificó    | No se clasificó    | 17                 | 36                 |
| 2007                           | Helsinki   | Elitsa Todorova y Stoyan Yankoulov | «Water»                          | 5                  | 157                | 6                  | 146                |
| 2008                           | Belgrado   | Deep Zone & Balthazar              | «DJ, take me away»               | No se clasificó    | No se clasificó    | 11                 | 56                 |
| 2009                           | Moscú      | Krassimir Avramov                  | «Illusion»                       | No se clasificó    | No se clasificó    | 16                 | 7                  |
| 2010                           | Oslo       | Miro                               | «Angel si ti» (Ангел си ти)      | No se clasificó    | No se clasificó    | 15                 | 19                 |
| 2011                           | Düsseldorf | Poli Genova                        | «Na Inat» (На инат)              | No se clasificó    | No se clasificó    | 12                 | 48                 |
| 2012                           | Bakú       | Sofi Marinova                      | «Love unlimited»                 | No se clasificó    | No se clasificó    | 11                 | 45                 |
| 2013                           | Malmö      | Elitsa Todorova y Stoyan Yankoulov | «Samo shampioni» (Само шампиони) | No se clasificó    | No se clasificó    | 12                 | 45                 |
| No participó entre 2014 y 2015 |            |                                    |                                  |                    |                    |                    |                    |
| 2016                           | Estocolmo  | Poli Genova                        | «If love was a crime»            | 4                  | 307                | 5                  | 220                |
| 2017                           | Kiev       | Kristian Kostov                    | «Beautiful mess»                 | 2                  | 615                | 1                  | 403                |
| 2018                           | Lisboa     | Equinox                            | «Bones»                          | 14                 | 166                | 7                  | 177                |
| No participó en 2019           |            |                                    |                                  |                    |                    |                    |                    |
| 2020                           | Róterdam   | Victoria Georgieva                 | «Tears getting sober»            | Festival cancelado | Festival cancelado | Festival cancelado | Festival cancelado |
| 2021                           | Róterdam   | Victoria Georgieva                 | «Growing up is getting old»      | 11                 | 170                | 3                  | 250                |
| 2022                           | Turín      | Intelligent Music Project          | «Intention»                      | No se clasificó    | No se clasificó    | 16                 | 29                 |
| No participó entre 2023 y 2025 |            |                                    |                                  |                    |                    |                    |                    |

## Votación de Bulgaria
Hasta su última participación, en 2022, la votación de Bulgaria ha sido:
| Más puntos otorgados solo en la gran final | Más puntos otorgados solo en la gran final | Más puntos otorgados solo en la gran final |
| Pos.                                       | País                                       | Puntos                                     |
| ------------------------------------------ | ------------------------------------------ | ------------------------------------------ |
| 1                                          | Grecia                                     | 120                                        |
| 2                                          | Armenia                                    | 80                                         |
| 3                                          | Ucrania                                    | 68                                         |
| 4                                          | Rusia                                      | 61                                         |
| 5                                          | Azerbaiyán                                 | 58                                         |

| Más puntos otorgados en semifinales y final | Más puntos otorgados en semifinales y final | Más puntos otorgados en semifinales y final |
| Pos.                                        | País                                        | Puntos                                      |
| ------------------------------------------- | ------------------------------------------- | ------------------------------------------- |
| 1                                           | Grecia                                      | 175                                         |
| 2                                           | Armenia                                     | 138                                         |
| 3                                           | Ucrania                                     | 125                                         |
| 4                                           | Macedonia del Norte                         | 109                                         |
| 5                                           | Turquía                                     | 96                                          |

| Más puntos recibidos solo en la final | Más puntos recibidos solo en la final | Más puntos recibidos solo en la final |
| Pos.                                  | País                                  | Puntos                                |
| ------------------------------------- | ------------------------------------- | ------------------------------------- |
| 1                                     | Reino Unido                           | 64                                    |
| 2                                     | Chipre                                | 63                                    |
| 3                                     | Macedonia del Norte                   | 59                                    |
| 4                                     | España                                | 55                                    |
| 5                                     | Malta                                 | 52                                    |

| Más puntos recibidos en semifinales y final | Más puntos recibidos en semifinales y final | Más puntos recibidos en semifinales y final |
| Pos.                                        | País                                        | Puntos                                      |
| ------------------------------------------- | ------------------------------------------- | ------------------------------------------- |
| 1                                           | Macedonia del Norte                         | 160                                         |
| 2                                           | Chipre                                      | 132                                         |
| 3                                           | Reino Unido                                 | 129                                         |
| 4                                           | Albania                                     | 116                                         |
| 5                                           | España                                      | 108                                         |

## 12 puntos
- Bulgaria ha dado 12 puntos a:

| Año                            | País                |
| ------------------------------ | ------------------- |
| 2005                           | Bielorrusia         |
| 2006                           | Rusia               |
| 2007                           | Macedonia del Norte |
| 2008                           | Ucrania             |
| 2009                           | Turquía             |
| 2010                           | Turquía             |
| 2011                           | Dinamarca           |
| 2012                           | Serbia              |
| 2013                           | Azerbaiyán          |
| No participó entre 2014 y 2015 |                     |

| Año                            | Jurado    | Televoto        | Conjunto |
| ------------------------------ | --------- | --------------- | -------- |
| 2016                           | Australia | Ucrania         | Bélgica  |
| 2017                           | Austria   | Macedonia (ARY) | Israel   |
| 2018                           | Bélgica   | Chipre          | Austria  |
| No participó en 2019           |           |                 |          |
| 2021                           | Moldavia  | Finlandia       | Grecia   |
| 2022                           | Suiza     | Ucrania         | Armenia  |
| No participó entre 2023 y 2025 |           |                 |          |

| Año                            | País        |
| ------------------------------ | ----------- |
| 2005                           | Grecia      |
| 2006                           | Grecia      |
| 2007                           | Grecia      |
| 2008                           | Alemania    |
| 2009                           | Grecia      |
| 2010                           | Azerbaiyán  |
| 2011                           | Reino Unido |
| 2012                           | Serbia      |
| 2013                           | Azerbaiyán  |
| No participó entre 2014 y 2015 |             |

| Año                            | Jurado   | Televoto | Conjunto |
| ------------------------------ | -------- | -------- | -------- |
| 2016                           | Armenia  | Rusia    | Armenia  |
| 2017                           | Austria  | Francia  | Rumania  |
| 2018                           | Austria  | Chipre   | Austria  |
| No participó en 2019           |          |          |          |
| 2021                           | Moldavia | Italia   | Italia   |
| 2022                           | Grecia   | Ucrania  | Grecia   |
| No participó entre 2023 y 2025 |          |          |          |

## Galería de imágenes
|                                                       |
| Elitsa Todorova y Stoyan Yankoulov en Helsinki (2007) |

|                                                     |
| Deep Zone Project & DJ Balthazar en Belgrado (2008) |

|                              |
| Sofi Marinova en Bakú (2012) |

|                                                    |
| Elitsa Todorova y Stoyan Yankoulov en Malmö (2013) |

|                                                                                              |
| Poli Genova en Estocolmo, durante la gran final del 2016, en la que quedó en cuarta posición |

|                                                               |
| Kristian Kostov en Kiev (2017), donde obtuvo el segundo lugar |

|                          |
| Equinox en Lisboa (2018) |

|                                       |
| Victoria Georgieva en Róterdam (2021) |

|                                           |
| Intelligent Music Project en Turín (2022) |